# にいはま納涼花火大会
にいはま納涼花火大会（にいはまのうりょうはなびたいかい）は、愛媛県新居浜市で毎年7月最終金曜日に行われる花火大会。

## 概要
市内中心部を流れる国領川の河川敷緑地を舞台に約9,000発(年により前後する)の花火が1時間半にわたって夜空を彩る。約7万人の観客で埋め尽くされ、露店も多数出て賑わう。終盤の400メートルに及ぶナイアガラの滝は最大の見所である。また、市内を中心とした多くの事業所がスポンサーとなるだけでなく、個人的な記念などを祝った花火の打ち上げなどの新しい取り組みも行う。
なお、会場付近に架かる敷島橋周辺は車両通行禁止となる。
2020年、2021年、2022年は新型コロナウイルス感染症の影響により中止された。